# August Görtz
August Friedrich Wilhelm Görtz  (* 15. August 1795 in Hannover; † 11. Februar 1864 in Darmstadt) war ein hessischer Beamter und Politiker und Abgeordneter der 2. Kammer der Landstände des Großherzogtums Hessen.

## Leben
Görtz’ Vater war Johann Joachim Friedrich Görtz (1757–1828), um 1795 Pastor an der Aegidienkirche in Hannover. Seit 1806 hatte er die Pfarrstelle an der Evangelischen Kirche Melbach inne. Friedrich Görtz galt als großer Reformer der Melbacher Gemeinde und setzte den Neubau der heutigen Kirche auch gegen große Widerstände durch. Seine Frau war Dorothee Henriette Wilhelmine Görtz geb. Berchelmann.
Der Protestant August Görtz heiratete am 5. Oktober 1821 in Darmstadt Elisabethe Wilhelmine Dorothee geb. Gersten (1795–1869). Aus der Ehe gingen zwei Söhne und vier Töchter hervor.

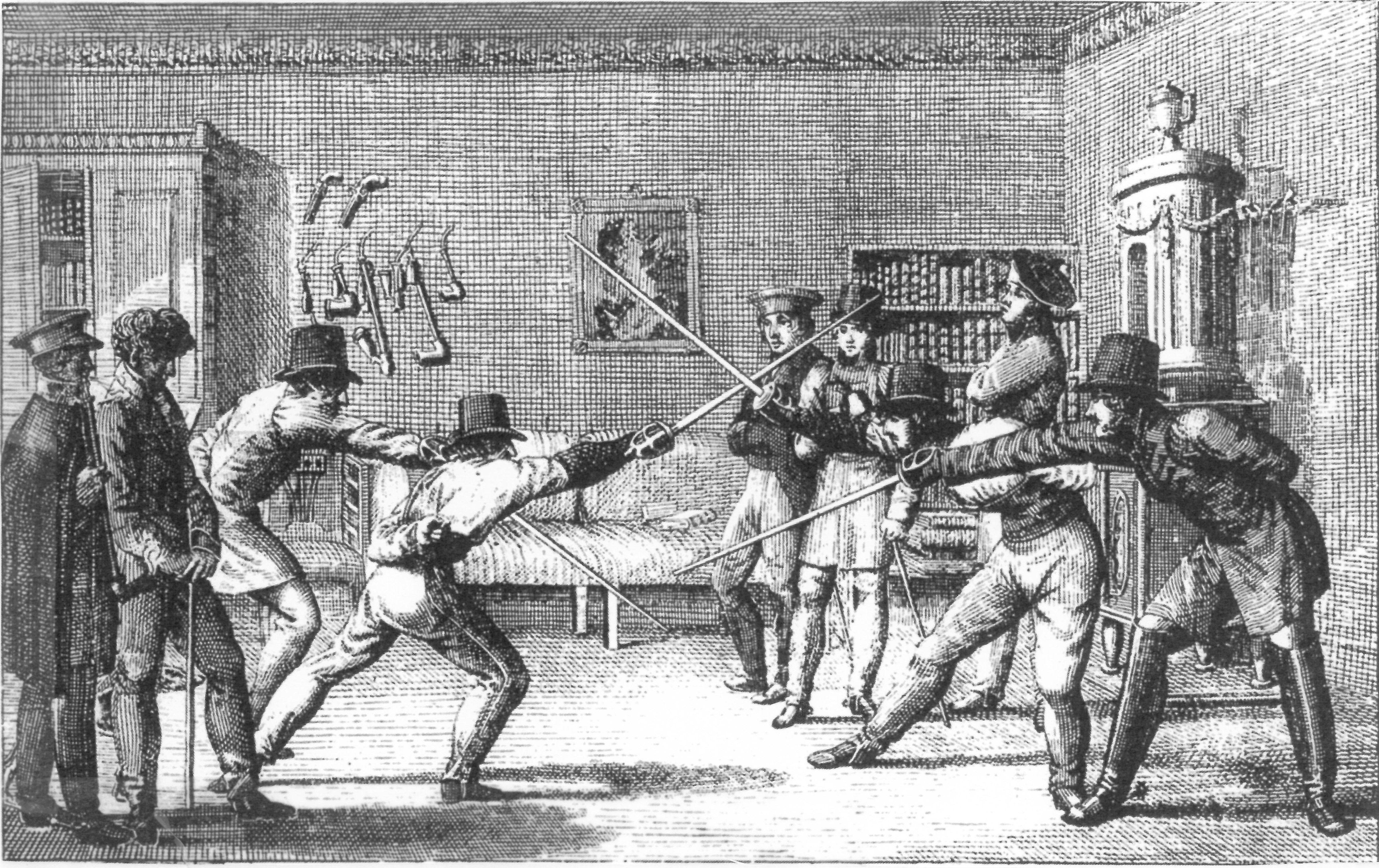
August Goertz (ganz rechts) als Sekundant 1816

August Görtz unterbrach Ende 1813 sein Studium in Gießen und trat in ein freiwilliges Jägercorps ein. Er immatrikulierte sich mit Ende der Befreiungskriege an der Georg-August-Universität Göttingen für Rechts- und Staatswissenschaften. Er wurde Mitglied des Corps Hannovera Göttingen. Ein von Christian Andreas Besemann radiertes Stammbuchblatt mit der seltenen Darstellung eines realen, damals verbotenen Duells auf Korbschläger im März 1816 in Göttingen zeigt ihn als Sekundanten. Er wechselte 1816 an die Hessische Ludwigs-Universität und wurde auch im Corps Hassia Gießen aktiv. Er bewährte sich als Senior und besuchte 1817 das Wartburgfest. Er trat dem Burschenschafter Adolf Ludwig Follen entgegen und rief dazu auf, dessen Reformvorschläge abzulehnen.
Nach dem Studium wurde er Akzessist an der Hofkammer Gießen. 1821 wurde er Assessor mit Stimmrecht bei der Oberfinanzkammer Darmstadt, in der er 1827 Oberfinanzrat wurde. 1843 wurde er zum 3. Mitglied der Brandassekurationskommission berufen. 1849 wurde er Direktor der Obersteuerdirektion und 1853 zugleich Direktor der Münzdeputation. Er verstarb als Präsident der Obersteuerdirektion.

## Politik
Von 1838 bis 1841 gehörte er der Zweiten Kammer der Landstände an. Er wurde für den Wahlbezirk der Stadt Darmstadt gewählt.

## Ehrungen
- Ritterkreuz I. Klasse des Ludwigsordens am 25. August 1852[11]
- Ritterkreuz I. Klasse des Philippsordens am 27. September 1842[12]
- Geheimrat (1858)
- Dr. phil. h. c.